# Chiesa di San Paolo all'Orto

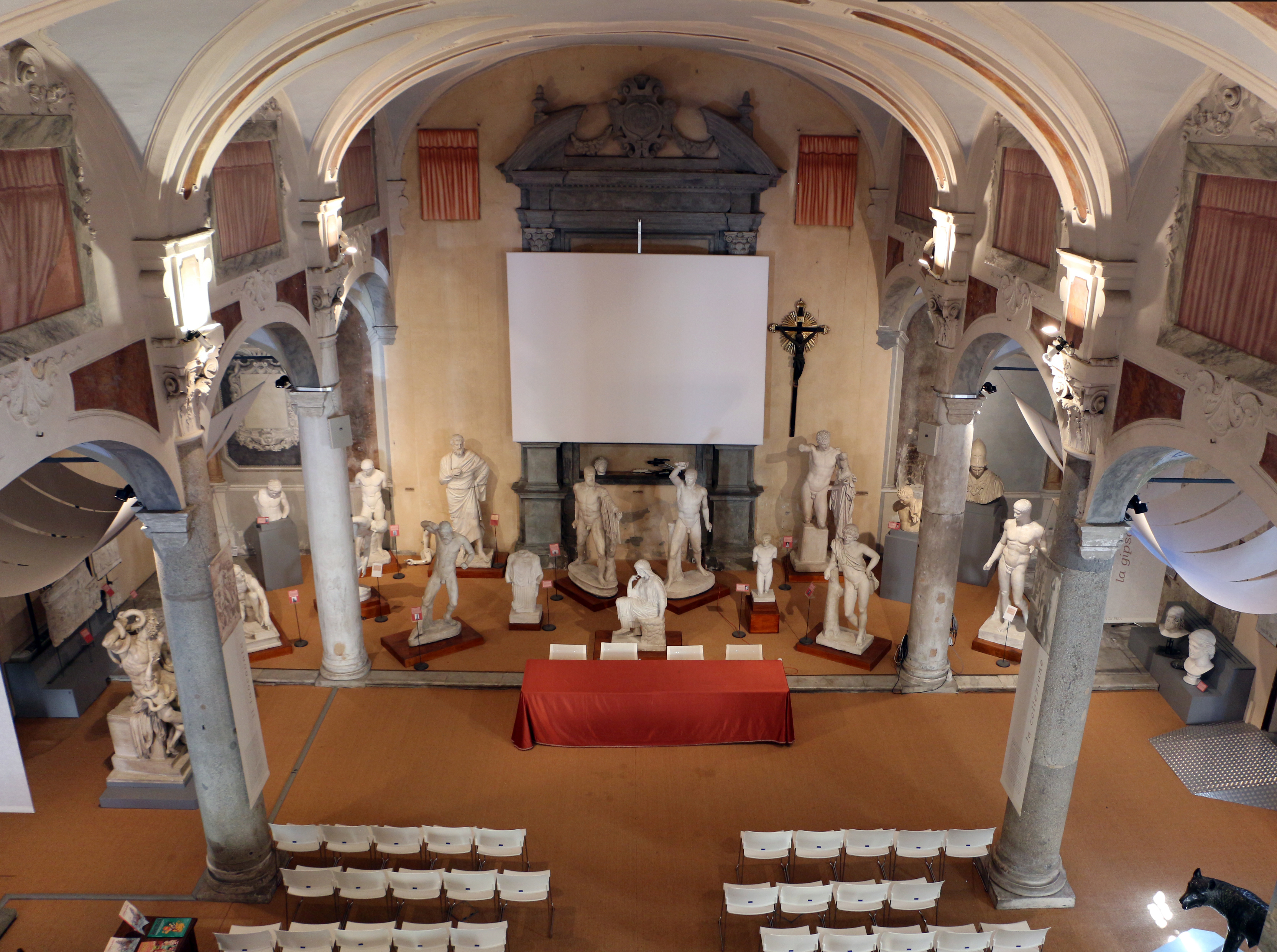
Interno con la Gipsoteca dell'Università di Pisa

La chiesa di San Paolo all'Orto è una chiesa di Pisa, che si trova nella piazza omonima.

## Storia
La chiesa sorge nel quartiere di San Francesco, in una zona che doveva essere nell'XI e XII secolo un settore suburbano della città, con piccoli gruppi di abitazioni sparse e coltivazioni, da cui deriva probabilmente la denominazione dell'edificio.
La chiesa è menzionata nel 1086 come chiesa di San Paolo in Burgo, mentre nel 1120 è già detta "all'Orto". Alla fine del XII secolo risale la decorazione della facciata, in stile romanico pisano, attribuita a Biduino.
Nel 1472 venne affidata alle monache agostiniane del monastero di Sant'Agostino di via Romea, che la ristrutturarono nel 1481, accorciandola di una campata, con la distruzione dell'abside e rifacendo le volte di copertura. Nel Settecento venne decorato in stucco l'interno, in stile tardobarocco.

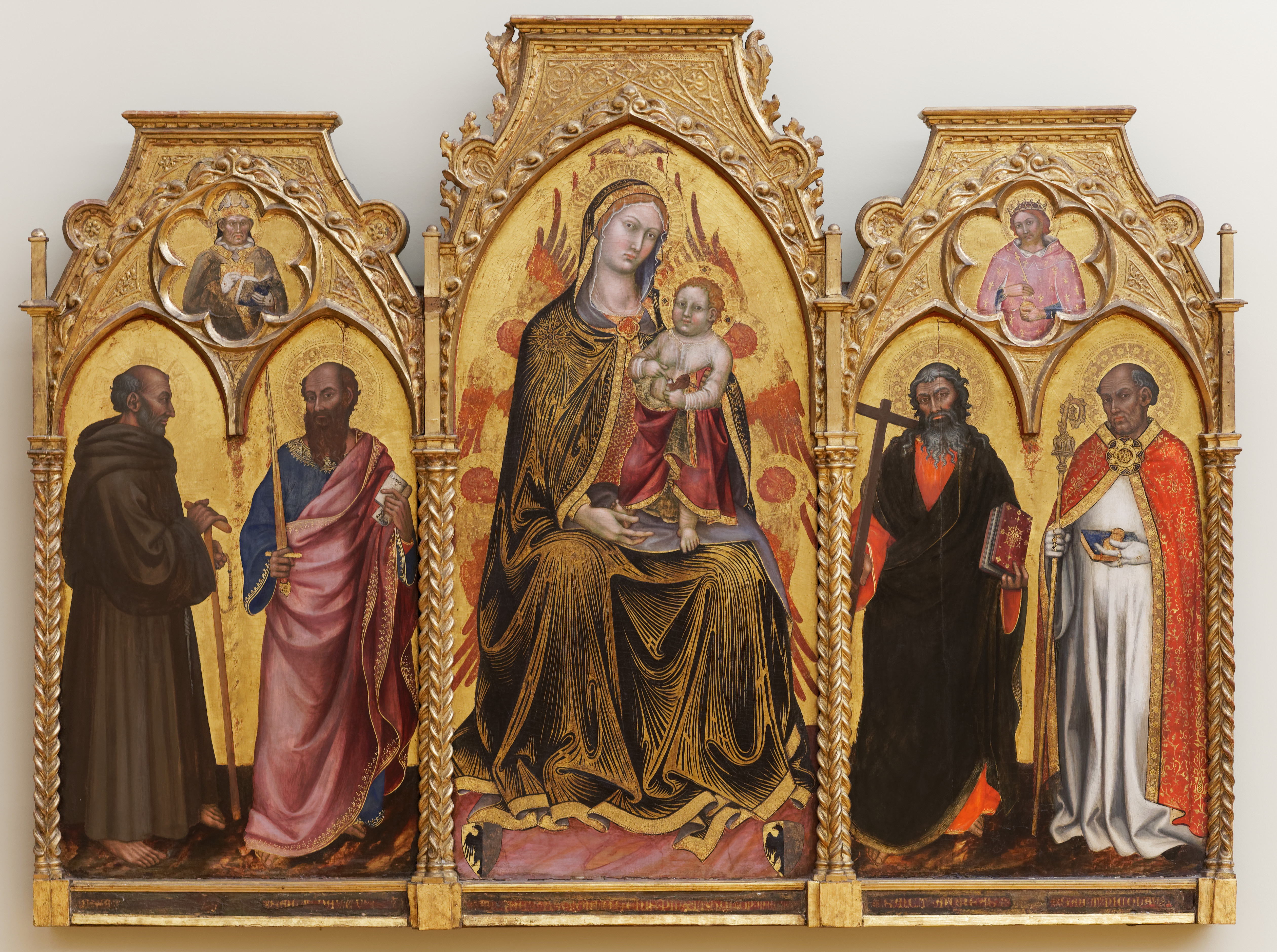
Madonna con Bambino in trono e Santi (1395), per la chiesa di San Paolo all'Orto (oggi a Grenoble, Museo di Grenoble);

Il monastero venne trasformato nel 1785 in collegio per educazione delle fanciulle e la chiesa perse il titolo parrocchiale nel 1789 e fu soppressa nel 1808. La chiesa ospitava l'opera di Taddeo di Bartolo Madonna col Bambino e santi , che venne rastrellata durante l'occupazione francese su ordine del Direttorio da parte del direttore del Musee Napoleon Denon. Non venne restituita dopo il Congresso di Vienna a Pisa, oggetto delle spoliazioni napoleoniche, probabilmente a causa delle notevoli dimensioni che ne impedivano l'agile trasporto.
Ripristinata nel 1819, venne definitivamente chiusa al culto nel 1950. Entrata in possesso del comune di Pisa è stata oggetto di restauri e dal 2005 è sede della Gipsoteca di Arte Antica e dell'"Antiquarium dell'Università di Pisa".

## Descrizione
La facciata, dal tipico rivestimento pisano a fasce marmoree bicrome, è articolata da cinque arcate con losanghe e tarsie e capitelli scolpiti di Biduino (fine del XII secolo).
Il campanile, rifatto più volte, è databile al XVII secolo.
L'interno è a tre navate e conserva resti di affreschi del XII-XIII secolo e decorazioni affrescate e in stucco del XVIII secolo. Sul muro esterno meridionale, in origine all'interno della canonica, è stata rinvenuta la sinopia di un affresco raffigurante un arciere. Sul muro del fianco destro, oggi all'interno di un edificio annesso, si conservano iscrizioni sepolcrali incise sui blocchi della muratura.

## Opere già il loco
- Croce di San Paolo all'Orto, oggi al Museo nazionale di San Matteo di Pisa